# Товарищ Панджуни
Товарищ Панджуни — художественный фильм, снятый по мотивам романа Ерванда Отяна «Апостольское явление в Цаплавар» (Арменфильм, 1993).

## Сюжет
Экранизация запрещенной в советское время повести армянского сатирика, пародирующей деятельность революционных партий начала века. Товарищ Панджуни, главный герой фильма, направляется в глухое армянское село для пропаганды социалистических идей. Прошло меньше года, и в мирном патриархальном селе возникает классовый антагонизм, поощряется конфискация имущества у состоятельных жителей, женщинам предоставляется полное равноправие в общественной жизни. Приезд главного героя переворачивает все верх дном: возникают междусобицы, грабёж, попрание веры.

## В главных ролях
- Николай Цатурян — Панджуни
- Тамара Оганесян — Верго
- Ерванд Манарян — Сарсапуни
- Мамикон Манукян — Серго
- Карен Джанибекян — кузнец Мико
- Артуш Гедакян — Келеш
- Верджалуйс Мириджанян — Сара
- Зорий Тер-Карапетян — Саак
- Степан Шагинян — Аво

## В ролях
- Вачаган Григорян
- Милена Амамджян
- Рудольф Гевондян
- Лала Мнацаканян
- Гурген Седракян
- Карп Шамлян и другие.

## Съемочная группа
- Режиссёр-постановщик: Арман Манарян
- Режиссёры: С. Айвазян, Н. Матинян
- Сценарий: Вадим Меликсетян, Арман Манарян, Сурен Саруханян
- Директор фильма: Л. Мурадян
- Оператор-постановщик: Ашот Мкртчян
- Операторы: К. Айвазян, С. Григорян, С. Мартиросян
- Звукооператор: Ирэн Ордуханян
- Композитор: Гайк Манарян
- Художник-постановщик: Микаел Антонян
- Художники: Грета Налчаджян, А. Агаджанян
- Монтаж: Светлана Джонян
- Администраторы: Г. Меликян, З. Сафарян, А. Исраелян
- Редакторы: Е. Манарян

## Награды
- Бронзовый приз МКФ в Хьюстоне-96
- Серебряный приз МКФ в Чарлстоне-96 (США)